# Кубок Драйбро
Кубок Драйбро — (англ. The Drybrough Cup) — ныне не существующий предсезонный кубковый турнир в шотландском футболе, проводившийся под эгидой шотландской футбольной лиги и спонсировавшийся Drybrough & Co Ltd. Был организован наподобие Кубка Уотни в Англии. Первый исключительно шотландский футбольный турнир, носящий коммерческое название.

## Формат турнира
В турнире принимало участие 8 команд — по 4 самые результативные команды прошлого сезона Первого и Второго Дивизионов. На деле получалось так, что самые результативные команды Второго Дивизиона по итогам прошлого сезона выходили в Первый и в турнире фактически играли 6 команд высшего дивизиона против двух представителей второй лиги. В первом раунде команды из одного дивизиона не могли играть между собой. Турнир проходил по олимпийской системе на выбывание и состоял из трёх раундов. Кубок Драйбро традиционно проводился за несколько недель до старта официальной части сезона. Каждая команда могла рассчитывать на 1000 фунтов за участие, а призовой фонд турнира составлял 25 000 фунтов. В рамках эксперимента опробовалось изменённое правило определения офсайда.

## История
В 1970-х годах коммерческая составляющая всё больше начала проникать в шотландский футбол: лига уже не так критически относилась к спонсорству, а «Хиберниан» даже разместил лого спонсора на своей игровой форме. Но дать спонсорское название официальному турниру ещё не решались и поэтому компании были вынуждены организовывать свои собственные соревнования. Первым таким турниром в Шотландии стал Кубок Драйбро.
Новый турнир был организован по аналогии с английским Кубком Уотни и разыгрывался в течение недели перед началом сезона. В отличие от английского аналога, шотландский турнир не отличался сенсационными результатами.
В первом розыгрыше кубка представители высшей лиги уже в первом раунде обыграли все команды Второго Дивизиона, а в финальном матче «Абердин» на своём поле был сильнее «Селтика». Это был единственный финал турнир, который прошёл за пределами Глазго, не на «Хэмпдене». Первый розыгрыш был признан успешным несмотря на протесты «Селтка», который считал, что новый турнир перегружает календарь матчей.
Турнир 1972/73 года вызвал ещё больший интерес со стороны болельщиков: суммарно матчи первого раунда посмотрели 67 000 человек, а финал запланировали играть на национальном стадионе «Хэмпден». В финал снова вышел «Селтик», а соперником в этот раз стал столичный «Хиберниан». Матч запомнился невероятным камбэком кельтов — проигрывая по ходу встречи 0-3 они сумели сравнять счёт и перевести игру в дополнительное время, но «Хибс» дожал соперника и выиграл 5-3. В конце матча судья был вынужден остановить игру из-за вспыхнувших беспорядков на стадионе. Через год в финале играли эти же команды, чтобы выявить победителя снова потребовалось дополнительное время и снова победил «Хиберниан», но сам матч был уже не столь ярким и закончился со счётом 1-0.
В сезоне 1974/75 болельщики наконец смогли увидеть в финале дерби «Старой Фирмы». «Рейнджерс» в полуфинале всё же победил «Хиберниан» (ранее «Рейнджерс» два года подряд проигрывали «Хибс» на этой же стадии), а «Селтик» в дополнительное время обыграл «Данди». Финал собрал рекордное количество зрителей, основное время закончилось со счётом 1-1, в дополнительное время команды забили ещё по одному голу, а в серии пенальти сильнее оказался «Рейнджерс».
После расширения лиги и под давлением представителей «Старой Фирмы» от Кубка Драйбро на несколько лет отказались. В конце 1970-х, начале 1980-х годов был недолгая попытка воскресить турнир. В 1980-м году «Рейнджерс» взял реванш и обыграл в финале «Селтик», единственный раз выиграв этот трофей. Но в дальнейшем кубок не вызвал интереса со стороны клубов и болельщиков — в следующем розыгрыше «Селтик» проиграл уже в первом раунде, а финальный матч между «Абердином» и «Сент-Мирреном» собрал всего чуть меньше семи тысяч зрителей на стадионе. Впервые в финале не сыграл ни один представитель «Старой фирмы». Символично, что «Абердин», выигравший первый Кубок Драйбро, так же стал победителем последнего кубка, обыграв «Сент-Миррен» 2-1.

## Критика
Несмотря на популярность кубка среди зрителей он так же вызвал критику среди руководителей «Селтика». В Англии от игры в Кубке Уотни освобождались участники еврокубков, в то время как в Шотландии от этого отказались. В результате календарь «Селтика» оказался перегружен и кельты не хотели участвовать в турнире, но были вынуждены согласиться под давлением лиги. Открыто критиковал турнир главный тренер «Селтика» Джок Стейн, подчёркивавший, что он не в восторге от дополнительного турнира в это время года.

## Финалы турнира
| Сезон   | Победитель | Счёт           | Финалист    | Стадион  | Зрители | Голы                                                                          |
| ------- | ---------- | -------------- | ----------- | -------- | ------- | ----------------------------------------------------------------------------- |
| 1971/72 | Абердин    | 2-1            | Селтик      | Питтодри | 25000   | Джо Харпер (пен), Дэви Робб — Джон Хьюз                                       |
| 1972/73 | Хиберниан  | 5-3 (доп.вр)   | Селтик      | Хэмпден  | 49462   | Алан Гордон (2), Джимми О’Рурк (2), Артур Дункан — Макнилл (65), Джонстон (2) |
| 1973/74 | Хиберниан  | 1-0 (доп.вр)   | Селтик      | Хэмпден  | 49206   | Алан Гордон                                                                   |
| 1974/75 | Селтик     | 2-2 (4-2 пен.) | Рейнджерс   | Хэмпден  | 57558   | Стив Мюррей, Пол Уилсон — Скотт, Джордж Маккласки (автогол)                   |
| 1979/80 | Рейнджерс  | 3-1            | Селтик      | Хэмпден  | 40609   | Джон Макдональд, Сэнди Джардин, Дейви Купер — Бобби Леннокс                   |
| 1980/81 | Абердин    | 2-1            | Сент-Миррен | Хэмпден  | 6944    | Дрю Джарви, Стив Коуэн — Даг Сомнер (пен)                                     |

Источник: Scottish Football Historical Results Archive, 